# دبي القابضة
دبي القابضة هي واحدة من الشركات الاستثمارية الرائدة في دولة الإمارات العربية المتحدة، تأسست في عام 2004، وتعتبر دبي القابضة ذراعاً استثمارياً رئيسياً لحكومة دبي، حيث تركّز على تطوير المشاريع الكبرى وتعزيز النمو الاقتصادي في المنطقة، وتمتلك الشركة محفظة متنوعة من الأصول تشمل تطوير العقارات، الضيافة، والخدمات المالية، بالإضافة إلى الاستثمارات في مجالات التكنولوجيا والإعلام، كما تهدف دبي القابضة إلى دعم رؤية دبي الاقتصادية من خلال استقطاب الاستثمارات المحلية والدولية، وتعزيز بيئة الأعمال في الإمارة، ولدى الشركة عدد من المشاريع البارزة، منها "مدينة دبي للإعلام" و"مدينة دبي للإنترنت"، التي توفر بيئة حاضنة لشركات التكنولوجيا ووسائل الإعلام، كما تستثمر دبي القابضة في الابتكار والتطوير المستدام، مما يساهم في تحقيق أهداف التنمية المستدامة، وتلعب دبي القابضة دوراً حيوياً في تعزيز الاقتصاد الإماراتي وتعزيز مكانة دبي كمركز عالمي للأعمال، وتبلغ قيمة الأصول الإجمالية للشركة 265 مليار درهم، وتضم 40 ألف موظف في مختلف المجالات، بالإضافة إلى أنها تنشط في 31 دولة.

## النشأة والتأسيس:

### البدايات:
في فبراير 2000، وفي مؤتمر "أوراكل في الشرق الأوسط" وبناء على توجيهات الشيخ محمد بن راشد آل مكتوم، أعلن محمد القرقاوي، مدير منطقة دبي الحرة للتكنولوجيا والتجارة الإلكترونية والإعلام، عن تأسيس شركة قابضة تتولى إدارة منطقة دبي الحرة للتكنولوجيا والتجارة الإلكترونية والإعلام، تضم العديد من الشركات العاملة في قطاع تقنية المعلومات بمشاركة القطاع الخاص، وكان التركيز الأساسي على بناء قطاعات اقتصادية على أسس تجارية تضيف إلى اقتصاد دبي، وكل سنة كان هناك قطاع جديد يتم بناؤه أو تطويره، مثل مركز دبي المالي، قطاع التكنولوجيا، مدينة دبي للإعلام، مدينة دبي الطبية لتكون مركزاً طبياً هاماً على مستوى العالم والمنطقة، ويتم تأسيس هذه القطاعات على أسس تجارية دائماً. حيث كانت البداية بأخذ قرض يبلغ 200 مليون من بنكHSBC  لتمويل مشروعين  هما " مدينة دبي للإنترنت، ومدينة دبي للإعلام" في العام 1999،  ، وكانت منطقة تأسيس المشروعين بعيدة عن الأماكن المأهولة بدبي، ولم تكن حينها منطقة جاذبة للاستثمار، وبعد مدينة دبي للإنترنت والإعلام، تم بناء فريق عمل في منظومة معيّنة ويحمل فلسفة تطوير استراتيجي بعيدة المدى، وحدث ذلك قبل أن تتأسس دبي القابضة بصورة رسمية مُعلنة في العام 2004، حيث بدأت القصة قبل بناء الشركة، ومن ثم كبرت هذه المؤسسات التي كانت تُدار على أسس تجارية، وكان لديها دخل، وخرجت من شركة دبي القابضة شركات كبرى مثل شركة اتصالات، وأكبر شركة تبريد على مستوى العالم منها Empower، وغيرها.
وفي العام 2004 أطلق الشيخ محمد بن راشد آل مكتوم شركة دبي القابضة بهدف إدارة المشاريع الكبرى التي أنشئت منذ عام 1999 وتضمنت أهداف الشركة على المدى البعيد تحويل دبي إلى مركز أعمال عالمي ووجهة سياحية عالمية، فضلاً عن تطوير اقتصاد متنوع ومستدام ومستقبلي من خلال مبادرات تركز على القطاعات غير النفطية، وتم تعيين محمد القرقاوي رئيساً لمجلس إدارة الشركة، التي تكوّنت من مجموعة شركات لها أصول ولها دخل وتحوّلت هذه الشركات كلها إلى دبي القابضة، وكبرت المؤسسات هذه تدريجياً، وأشرفت دبي القابضة على تطوير العديد من الشركات تحت مظلتها مثل مدينة دبي للإنترنت، ومدينة دبي للإعلام، ومدينة دبي الطبية، ومشروع جميرا بيتش ريزيدنس العقاري، ومشروع دبي لاند الترفيهي، ومدينة دبي للخدمات الإنسانية، وقرية دبي للمعرفة، وشبكة الإذاعة العربية (ARN) و"بي إي هوستنج" لخدمات الاستضافة الإلكترونية، ومنطقة دبي للتعهيد، و Empower Energy، وسماكوم للتكنولوجيا

### مراحل النمو والتطوير:
أُنشِئت عشرات المؤسسات في السنوات اللاحقة من التأسيس، كما أطلق مشروعا سمارت سيتي مالطا وسمارت سيتي كوتشي عام 2007، بهدف تصدير التجربة الناجحة لمدينة دبي للإنترنت في إنشاء مجمعات الأعمال إلى الساحة العالمية، وتأسيس مجمعات قائمة على المعرفة في أوروبا والهند، ويهدف مشروع سمارت سيتي إلى تشكيل شبكةٍ عالميةٍ من مجمعات المناطق الحرة المتخصّصة، والتي تُعنى بالتطوير على الصعيدين الاقتصادي والشخصي.
كذلك تم تأسيس مدينة دبي للتعهيد عام 2007 ، وهو مجمَع أعمال مخصص لقيادة عملية التنمية والتطوير في قطاع التعهيد في المنطقة، وجاء إطلاق مدينة دبي للتعهيد بهدف تلبية طلب السوق المتزايد على حلول شركات التعهيد وتوفير خدمات التعهيد الأخرى، بما فيها العمليات التجارية والموارد البشرية وتكنولوجيا المعلومات والخدمات المساندة وعمليات مراكز الاتصال، وتتمتع هذه المدينة ببنية تحتية شاملة ومصممة خصيصاً لتلبية احتياجات شركات القطاع، حيث تدعمها بأفضل خدمات إدارة المرافق والمساحات المكتبية العصرية 
في عام 2008 قفزت قيمة الأصول الاجمالية للشركة بحوالي 22% في مطلع العام 2008 لتصل الى 171،44 مليار درهم مقابل 11 .140 مليار درهم في 2007 . كما سجلت حقوق المساهمين لدى الشركة نمواً بنسبة 24% لترتفع من 29،91 مليار درهم في 2007 إلى 37،1 في نهاية العام 2008 ، حيث شهد عام 2008  الأزمة المالية العالمية، والأزمة أثرت في أداء دبي القابضة، كَون الأزمة أزمة عالمية ودبي جزء من اقتصاد العالم، الأزمة أوقفت العمل والتطوير لسنة أو سنتين تقريباً، وتم في هذه الفترة إعادة هيكلة الشركة أيضاً، وتعافت دبي القابضة تماماً من آثار الأزمة العالمية مع سداد كافة التزاماتها في الخمس سنوات التي تلت الأزمة، وتحقيق نسبة صافي أرباح 178% في عام 2013، أي ما يعادل 3.3 مليار درهم، وإجمالي الإيرادات بنسبة 27% إلى 11.6 مليار درهم ، وفي العام 2016 حققت الشركة نمواً قياسياً في صافي الأرباح بنسبة 25% إلى 5.83 مليار درهم، ونمو إيراداتها لتصل إلى 14.53 مليار درهم بنسبة تصل إلى 15%، و 11% نسبة نمو في عدد المؤسسات المسجلة في مجمّعات الابتكار التابعة لتيكوم لتصل إلى 5100 مؤسسة، وأكثر من 15 ألف وحدة سكنية بمعدل إشغال 98%، كما بلغ إشغال المساحات التجارية نسبة 100%.
ووفق آخر إحصائية للعام 2023 حققت دبي القابضة في قطاعات السلع والتعدين والطاقة والصناعة صافي ربح قدره 1.89 مليار درهم
وفي مارس من العام 2024 وجّه الشيخ محمد بن راشد آل مكتوم، نائب رئيس الدولة بضم كل من "نخيل" و"ميدان" تحت مظلة مجموعة دبي القابضة، برئاسة الشيخ أحمد بن سعيد آل مكتوم، وإلغاء كل من مجلسي إدارة الشركتين، لتشكيل كيان اقتصادي ضخم ضمن دبي القابضة، وبمحفظة بالغة التنوع من الأنشطة الاقتصادية الحيوية، والمرتبطة بشكل كبير بصناعة المستقبل، مثل التكنولوجيا، والإعلام، والاستثمارات المتنوعة

## أبرز القطاعات والشركات في دبي القابضة
على مدار 20 عاماً طورت دبي القابضة العديد من المشاريع الكبرى، حيث تُقدّر القيمة الإجمالية لاستثمارات دبي القابضة بحوالي 30 مليار دولار أمريكي  ومن أبرز تلك القطاعات والمشاريع:

### مجموعة تيكوم
كانت تعرف سابقا باسم تيكوم للاستثمارات، التي تدير 11 مجتمعاً يركز على هذا القطاع في دبي. وهي تدير وتطور مجمعات الأعمال ومناطق التجارة الحرة، بما في ذلك:
مدينة دبي للإنترنت ومدينة دبي الطبية ومدينة دبي للإعلام ومدينة دبي للأستوديوهات وقرية دبي للمعرفة ومدينة دبي للتعهيد و المنطقة الاقتصادية الحرة لشركات التعهيد في دبيومدينة دبي الصناعية وحي دبي للتصميم وتستثمر المجموعة في:مجمع دبي للعلوموإي هوستينغ داتا فورت - خدمة التزويد بالإنترنت للشركات الموجودة في دبي، خدمات أمن تكنولوجيا المعلومات.ومؤسسة الإمارات لأنظمة التبريد المركزي (إمبور) - شركة تبريد المناطق المغلقة ومجموعة نيكسغن للاستشارات وخدمات إدارة الطاقة (EMS)

### المجموعة الإعلامية العربية
إحدى الشركات الرائدة في مجال الترفيه الإعلامي والعائلي بدبي، وتتولى مسؤولية إدارة القرية العالمية (دبي) و شبكة الإذاعة العربية وشركة دن إيفينتس.

### دبي إنترناشونال كابيتال
هي الذراع الاستثماري العالمي لشركة دبي القابضة، وهي عبارة عن مجموعة عالمية وصندوق الثروة السيادية لحكومة دبي .

### مجموعة دبي
هي شركة استثمارية مقرها في الإمارات العربية المتحدة وشركة تابعة لشركة دبي القابضة. تأسست الشركة في عام 2000 كمكتب للاستثمار وتم تغيير اسمها إلى مجموعة دبي في العام 2005 .

### شركة الإمارات الدولية للاتصالات
شركة تابعة لدبي القابضة تستثمر في مجال الاتصالات بمنطقة الشرق الأوسط وشمال أفريقيا وأوروبا.

### شركتي نخيل وميدان
تم دمجهما تحت مظلة مجموعة دبي القابضة الحكومية حيث
تختص نخيل بأعمال العقارات وإنشاء الجزر الاصطناعية،
أما ميدان فتعد شركة تطوير رئيسية لمرافق الضيافة والترفيه في دبي.

### مدينة دبي للإنترنت
: أصبحت مركزاً هاماً في مجال التكنولوجيا والتطور الرقمي، وتستضيف شركات عالمية كبرى مثل Microsoft وOracle، وMeta، و Google وتضم أكثر من 1600 شركة في مجال التكنولوجيا و32 ألف متخصص في قطاع المعرفة والتكنولوجيا.

### مدينة دبي للإعلام
تضم مدينة الإعلام أكثر من 3000 شركة إعلام محلية وإقليمية وعالمية، وتُشكل نظاماً فريداً لبيئة مهنية يعمل بها حوالي 32 ألف موظف.

### حي دبي للتصميم D3
تأسّس حي دبي للتصميم (d3) عام 2013 بتوجيهات ورعاية صاحب السمو الشيخ محمد بن راشد آل مكتوم، بهدف تحفيز مسيرة تطوير قطاع التصميم في المنطقة من خلال توفير بيئة عمل مميزة هي الأولى من نوعها تستقطب المواهب الناشئة وأصحاب الخبرة من الفنانين والمصممين والمعماريين والمتخصصين عبر مختلف القطاعات الإبداعية.

### دبي القابضة لإدارة الأصول
تضم دبي القابضة لإدارة الأصول 25 مجمعاً سكنياً و10 مراكز تسوّق تجارية و15 وجهة للتجزئة والترفيه، و20 مركز تسوّق سكني كما تضم محفظتها عدداً من مجمعات الأعمال الأكثر نجاحاً في المنطقة، وتوفر دبي القابضة لإدارة الأصول محفظة واسعة من أصول التجزئة التي تتمتع بمواقع متميزة في الوجهات والمجمّعات الرئيسية في دبي، وذلك عبر أكثر من 20 وجهة تجزئة وعلى مساحة تزيد عن 3.7 مليون قدم مربع من مساحات التجزئة المؤجرة، وتضم محفظتها "بلوواترز" و"جي بي أر" وسوق مدينة جميرا و"بوكس بارك" و"السيف" و"الخوانيج ووك" و"لاست إكزت" و"ذا أوتلت فيليدج" وغيرها الكثير.

### قطاع التجزئة
تشمل محفظة عقارات التجزئة التابعة لدبي القابضة لإدارة الأصول عدداً من الوجهات الأكثر شهرة في دبي، والتي ساهمت في تعزيز مكانة الإمارة كمركزٍ عالمي للسياحة والترفيه. كما تضم مجموعةً مختارة وحصرية من متاجر التجزئة والمطاعم وتجارب الترفيه، ويوفّر ممشى البوليفارد في جميرا أبراج الإمارات أكثر من 160 من المطاعم بأشكالها المتنوعة، فيما يمتد ممشى "جميرا بيتش ريزدنس" (جي بي آر) البحري على طول 1.7 كيلومتر، ويضمّ مئات منافذ البيع بالتجزئة، ويُشكل الخليج التجاري مثالاً آخر على مشاريع قطاع التجزئة الرائدة لدى دبي القابضة، ويعتبر منطقةً نشطةً للعقارات السكنية، والأنشطة التجارية ومركزاً مهماً لمحال التجزئة. كذلك يضمّ الخليج التجاري مشروعين متعدّدي الاستعمالات وهما "باي أفنيو" و"باي سكوير"، اللذين يقدّمان مساحة 30,000 متر مربّع من النشاط التجاري ومنافذ بيع التجزئة

### مدينة دبي الصناعية
أُنشئَت مدينة دبي الصناعية، إحدى مجمّعات الأعمال التابعة لدبي القابضة لإدارة الأصول عام 2004 بهدف تطوير وتعزيز الحركة الصناعية في الدولة، وجعل إمارة دبي في موقع الريادة عالميّاً كمركزٍ صناعي ولوجستي. توفّر المدينة بنية تحتية عالمية المستوى والكثير من الخدمات الشاملة بأسعار تنافسية، وتمتد المدينة على مساحة 550 مليون قدم مربع، ويتخذ أكثر من 250 مصنعاً تشغيليّاً وأكثر من 750 شريكاً للأعمال من مدينة دبي الصناعية مقراً له.

### مدينة دبي الأكاديمية العالمية
تعتبر مدينة دبي الأكاديمية العالمية، التابعة لمحفظة مجمّعات الأعمال في دبي القابضة لإدارة الأصول، واحدة من أكبر وأهم المناطق الحرة للتعليم العالي في المنطقة، حيث تستضيف أكثر من 27 فرعاً للجامعات الدولية التي توفر بدورها 500 برنامج للتعليم العالي. تضم مدينة دبي الأكاديمية العالمية مرافق حديثة وبنية تحتية منقطعة النظير على مساحة شاسعة تبلغ 18 مليون قدم مربع. ومنذ تدشينها في عام 2007 ، استقبلت مدينة دبي الأكاديمية العالمية أكثر من 27,000 طالب من 150 جنسية مختلفة.

### مجمع دبي للمعرفة
يُعد مجمّع دبي للمعرفة مجمّع أعمال مخصص بالكامل لإدارة الموارد البشرية وتنمية الكوادر المهنية. ويحتضن المجمّع، الذي تأسس عام 2003، أكثر من 500 مؤسسة وشريك أعمال متخصص في الموارد البشرية.

### مجمع دبي للعلوم (DSP)
يعتبر مجمع دبي للعلوم (DSP) أحد مجمعات المنطقة الحرة التابعة لمجموعة تيكوم، وتم تأسيسه عام 2015 بعد دمج منطقة الطاقة والبيئة الحرّة "إن بارك"، مع مجمع دبي الصناعي للأبحاث والتكنولوجيا الحيوية "دوبيوتيك"، ويعتبر هذا الدمج خطوة إضافية باتجاه طموحات الحكومة الإماراتية بدعم استراتيجية الابتكار في دبي وتنوع الاقتصاد عبر تطوير قطاعات العلوم والطاقة والبيئة.

### دبي القابضة للاستثمارات
تُعد دبي القابضة للاستثمارات ذراع المجموعة المتخصصة في تطوير وتنفيذ استراتيجياتها الاستثمارية،كما تدير دبي القابضة للاستثمارات ما يزيد عن 10 مليارات دولار أمريكي من الأصول، لأكثر من 10 قطاعات مختلفة من الأعمال في 4 قارات

### دبي القابضة للضيافة
وهي في طليعة الشركات الرائدة التي توفّر تجارب ضيافة بأرقى مستوىً بفضل جميرا وهي العلامة التجارية المحلية للضيافة الفاخرة التابعة لها، إلى جانب شراكاتها الاستراتيجية مع أفضل مشغّلي الفنادق في جميع أنحاء العالم، وتضم 42 فندقاً ومنتجعاً عالمياً، و10.000 غرفة فندقية

### دبي القابضة للترفيه
تضم محفظة دبي القابضة للترفيه مجموعةً متنوعة من الوجهات السياحية ومعالم الجذب التي تعزّز مكانة الإمارة وإمكاناتها التّنافسية كمركز عالمي للسّياحة والترفيه ، كما تُعد القرية العالمية، التي تديرها دبي القابضة للترفيه، إحدى أعرق الوجهات السياحية الجاذبة في دبي، وقد افتتحت أبوابها للزوّار منذ العام 1997، و توفِّر أنشطة ترفيهية عائلية وثقافية من الطراز العالمي، وتضم 26 جناحاً دولياً يمثل 75 دولة، كما استقطبت الوجهة الرائدة 4,5 مليون زائر خلال الموسم الـ 25 لها الذي مثّل يوبيل القرية الفضي.

### دبي القابضة للعقارات
هي واحدة من أكبر وأهم شركات التطوير العقاري في الإمارة، وتضم 35 ألف وحدة سكنية تم إنجازها، و752 مليون قدم مربع ضمن محفظة الأراضي العقارية التابعة لها، كما تساهم "مِراس" التي انضمت في العام 2020 إلى دبي القابضة بدور جوهري في تطوير المجمّعات المتكاملة التي تعكس نمط الحياة العصري والراقي والمبدع وتضم عدداً من أكثر المناطق المرغوبة للسكن في دبي وتتضمن محفظتها:الخليج التجاري وجميرا بيتش ريسيدنس ودبي لاند

### مؤسسة محمّد بن راشد لتنمية المشاريع الصغيرة والمتوسطة
قامت دبي القابضة في عام 2002 بالتعاون مع مؤسسة محمّد بن راشد لتنمية المشاريع الصغيرة والمتوسطة، إحدى مؤسسات دائرة التنمية الاقتصادية في دبي، بهدف دعم الشركات الإماراتية الصغيرة والمتوسطة ورواد الأعمال الإماراتيين، وفي عام 2020، بلغ إجمالي قيمة عقود برنامج المشتريات الحكومية الذي يشمل أعضاء مؤسسة محمد بن راشد لتنمية المشاريع الصغيرة والمتوسطة التي أُبرمت مع  الجهات شبة الحكومية بما فيهم دبي القابضة حوالي 195 مليون درهم إماراتي.

### مدينة دبي للاستوديوهات
تأسست عام 2005

### شركة دو
لربط الناس والشركات ببعضها عبر خدمات الهاتف النقال والهاتف والنطاق العريض وخدمات البث التلفزيوني عبر الإنترنت 2005:في جميع أنحاء دولة الإمارات العربية المتحدة.

### شركة الإمارات الدولية للاتصالات الدولية (EIT)
أنشئت في 2006 تشتهر بنشاطها الاستثماري في قطاع الاتصالات على مستوى الشرق الأوسط، أوروبا، أفريقيا وجنوب آسيا.

### المدينة الذكية/ كوتشي
أنشئت في 2007في كل من كوتشي (الهند) ومالطا، والتي توّفِر مساحات صحية ومستدامة تُستخدم لأغراض العمل والسكن.

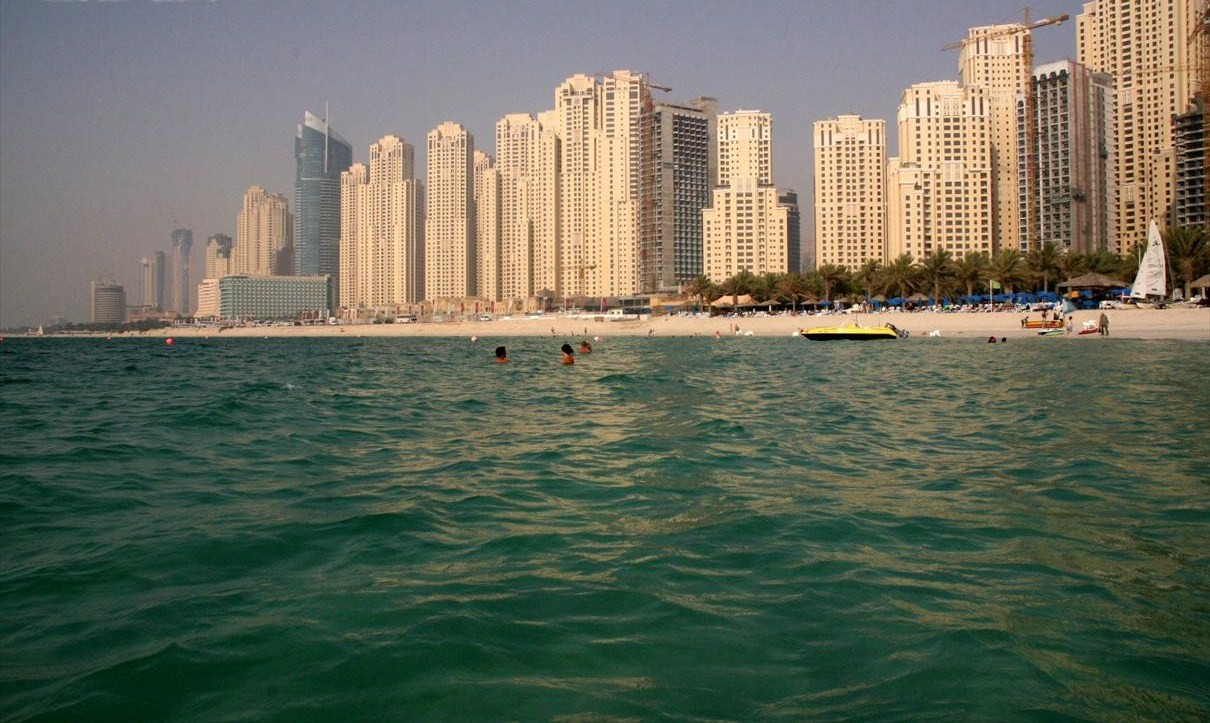
جميرا بيتش ريزيدينس

### جميرا بيتش ريزيدينس
- أنشئت في 2008: .[25]

### in5
أنشئ عام 2013 ليقدم الدعم للشركات في أولى مراحل تأسيسها.

### مول العالم
تم إنشاؤه في إطار رؤية دبي السياحية 2020.

### المجتمع الإبداعي
- أنشئ عام 2014 والذي يوفر الأماكن الداخلية والخارجية والمرافق المشتركة الملهمة والموجهة في قلب حي دبي للتصميم .[28]

### مركز الابتكار
- أنشئ عام 2014 وهو مخصص لرعاية الشركات الناشئة ودعم رواد الأعمال على صعيد المنطقة. ويركز المركز نشاطاته في مجال الابتكار عبر وسائل الإعلام الجديدة والتكنولوجيا والتعليم الذكي والعلوم في قلب مدينة دبي للإعلام ومدينة دبي للإنترنت. حيث تم إطلاق المرحلة الأولى في العام 2017 .[29]

## أبرز شراكات دبي القابضة

### بنك الإمارات دبي الوطني
في عام 2023، أصبحت دبي القابضة، عبر ذراعها المتخصصة في تطوير وتنفيذ استراتيجياتها الاستثمارية، دبي القابضة للاستثمارات، ثاني أكبر مساهم في بنك الإمارات دبي الوطني بعد استحواذها على حصة بنسبة 14.8%.

### مركز ورسان لمعالجة النفايات
عقدت دبي القابضة شراكة مع تحالف دولي من أربع شركات رائدة لإنشاء مركز ورسان لمعالجة النفايات كأكبر منشأة في العالم لتوليد الطاقة من النفايات (EfW)

### جميرا مرسى العرب
منتجع فخم على شاطئ البحر يوفّر إطلالة خلابة على برج العرب جميرا الشهير، ويرسم ملامح جديدة لمستقبل الضيافة الفاخرة في دولة الإمارات العربية المتحدة.

### الدار العقارية
بموجب شراكة دبي القابضة مع الدار العقارية، الشركة الرائدة في مجال تطوير وإدارة العقارات، سيتم تطوير ثلاث مشاريع عقارية في مواقع متميزة في أولى خطوات دخول الدار إلى سوق دبي العقاري.

### إعمار
في عام 2022 أصبحت دبي القابضة ثاني أكبر مساهم في إعمار العقارية في أعقاب صفقة الاستحواذ على حصة دبي القابضة في دبي كريك هاربور، المشروع الرئيسي الممتد على طول الواجهة البحرية لخور دبي.

### إمباور
تعتبر "إمباور" التي تأسست عام 2003 أكبر مزوّد لخدمات تبريد المناطق في العالم، وقد رسّخت مكانتها بصفتها الشركة الرائدة بلا منازع في سوق تبريد المناطق في دبي.

### بروكفيلد لإدارة الأصول
وقّعت شركة "مِراس القابضة" عقد شراكة طويل الأجل مع بروكفيلد لإدارة الأصول في عام 2019 لامتلاك وتشغيل محفظة متنوعة من أصول التجزئة التابعة لشركة مِراس بما في ذلك ذا بيتش وسيتي ووك ولا مير.

متحف المستقبل

### متحف المستقبل
تأتي شراكة دبي القابضة مع متحف المستقبل انطلاقاً من إيمانها الراسخ بأهمية الابتكار لدفع الاستدامة وإحداث تأثير إيجابي على البيئة والمجتمع وكذلك في أعمالها التجارية.

### تيكيت
تم إطلاق برنامج "تيكت" من دبي القابضة عامَ 2022 ، ويعد برنامج المكافآت الفوري الوحيد والأسهل الذي تم طرحه في السوق الإماراتي

## الحوكمة وإجراءات الإبلاغ الداخلية
قامت دبي القابضة بدمج مبادئ الاستدامة في إطار عمل الحوكمة لديها، لتتوافق عملياتها مع أهدافها الأساسية لتحقيق الاستدامة، وتقدّم المبادرات الرئيسية البيئية والاجتماعية خلال المراجعات الفصلية في منتدى الاستدامة للرؤساء التنفيذيين، وتلتزم تقاريرها بمعايير المبادرة العالمية للتقارير، وقد قامت بتبنّي "الحل القائم على السحابة - Sphera Corporate Sustainability" لتحسين عملية إعداد التقارير على مستوى المجموعة.

## وصلات خارجية
- الموقع الرسمي